# バルカン・エリート・ロード・クラシックス
バルカン・エリート・ロード・クラシックスは、2016年に開催されたワンデーレース。 カテゴリー1.2のUCIヨーロッパツアーに属している。

## 勝者
| 年         | 国 | 選手       | チーム     |
| ---------- | -- | ---------- | ---------- |
| {{{year}}} |    | {{{name}}} | {{{team}}} |